# Festuca longipes
Festuca longipes är en gräsart som beskrevs av Otto Stapf. Festuca longipes ingår i släktet svinglar, och familjen gräs. Inga underarter finns listade i Catalogue of Life.